# Kilian Stumpf

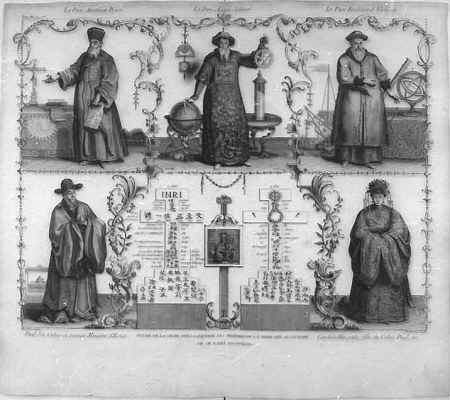
Jesuiten (oben) und einflussreiche chinesische Christen (unten) am chinesischen Kaiserhof

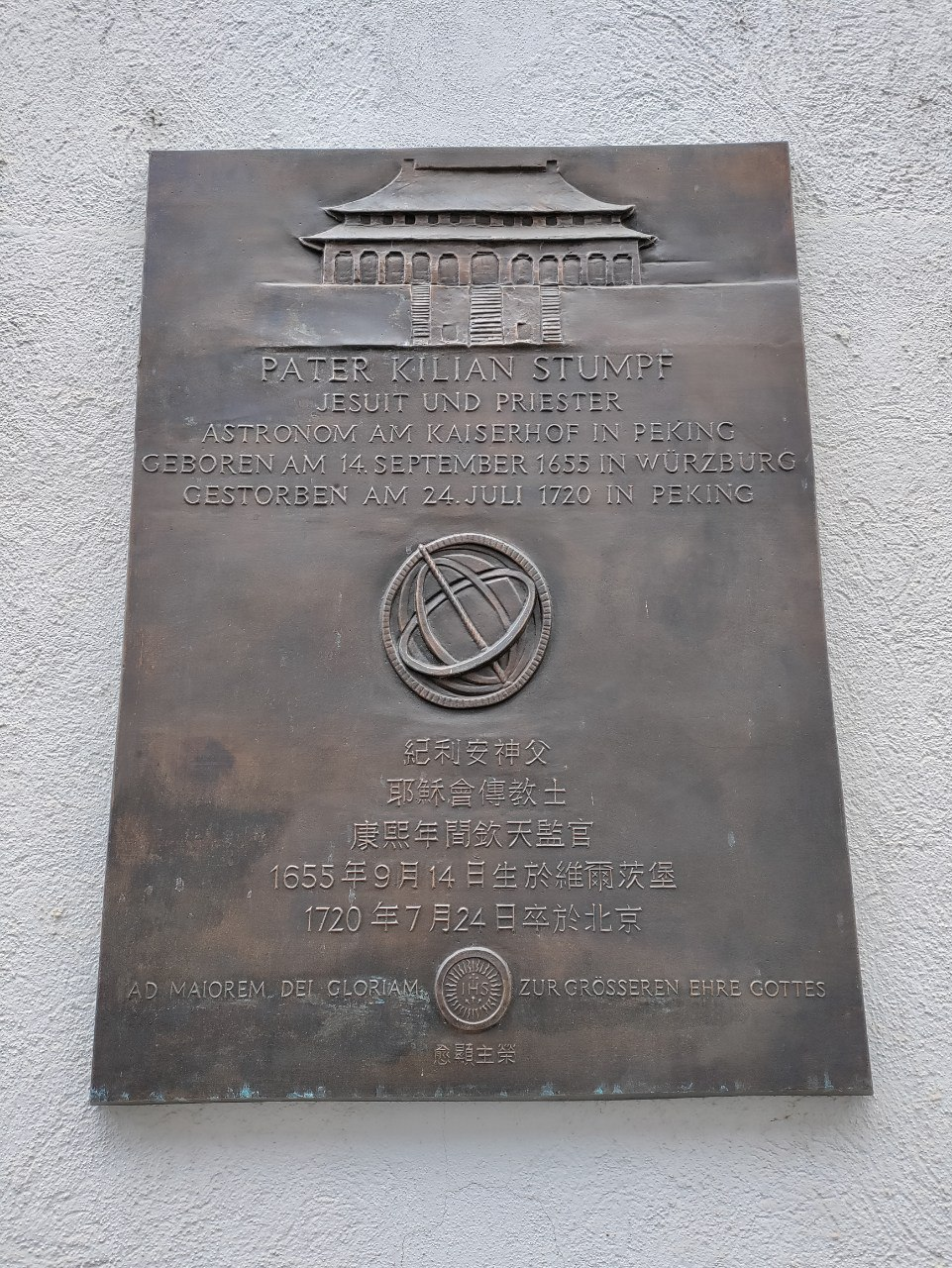
Eine Bronzetafel in der Domerschulstraße am Priesterseminar Würzburg erinnert seit 2022 an Kilian Stumpf

Johann Kilian Stumpf (* 13. September oder 14. September 1655 in Würzburg; † 24. Juli 1720 in Peking, China) war ein Jesuit, der in der Chinamission eine bedeutende Rolle spielte. Sein chinesischer Name lautet Jì Lǐān (chinesisch 紀理安).

## Jugend und früher Werdegang
Johann Kilian Stumpf wuchs am Würzburger Kiliansdom auf, wo sein Vater einen Krämerladen betrieb. 1670 schrieb er sich im Alter von knapp fünfzehn Jahren an der Philosophischen Fakultät der Universität Würzburg ein. Neben der Logik, Physik (= Naturphilosophie) und Metaphysik studierte er auch Mathematik, die seinerzeit die Astronomie einschloss. Im Sommer 1673 schloss Stumpf den dreijährigen Philosophiekurs mit dem Magisterexamen ab und trat kurz darauf als Novize in den Jesuitenorden ein. Nach der zweijährigen Bewährungszeit legte er im Juli 1675 die Ordensgelübde ab. Nichts in der Beurteilung durch seine Oberen deutet auf künftige, außergewöhnliche Leistungen hin.
Von 1675 bis 1681 wirkte Stumpf als Lehrer an verschiedenen Ordensgymnasien. 1679 wurde er durch den Empfang der Tonsur in den Stand der Kleriker aufgenommen, im folgenden Jahr folgten die niederen Weihen. Am Ende der sechs Jahre bescheinigte man ihm gute Fortschritte und eine mittelmäßige Klugheit. Nach dem Scholastikat durfte er nun das Studium der Theologie in Würzburg aufnehmen. Ende 1684 wurde er nach der Subdiakonatsweihe und der Diakonatsweihe zum Priester geweiht. Im folgenden Sommer schloss er das vierte theologische Jahr erfolgreich ab. Es folgten weitere Jahre der Seelsorge und Vorbereitung in Ottersweier (Baden) und Bamberg. Nach nahezu 16 Jahren legte er am 2. Februar 1689 schließlich die vier Gelübde auf Lebenszeit ab.
Schon im Laufe der verstrichenen Dekade hatte Stumpf in Schreiben an den jeweiligen Generaloberen des Ordens in Rom um seine Verwendung in der „Heidenmission“ gebeten. Nach einigem Zögern und weiteren eindringlichen Bitten erhielt er im Sommer 1689 die Zusage für den Einsatz in China.

## Fahrt nach Fernost
Zunächst reiste er mit zwei weiteren für China vorgesehenen jungen Jesuiten, Jakob Moers und Bernhard de Wit nach Madrid und von dort nach Lissabon. Doch die Flotte nach Ostindien war bereits ausgelaufen, so dass er und seine Gefährten bis zum Frühjahr 1691 in Portugal abwarten mussten. Portugiesische Schiffe liefen unterwegs den Hafen von Mosambik an. Stumpf hatte erneut Pech: Da ihr Schiff sich verspätet hatte, mussten sie wegen der jahreszeitlichen Windverhältnisse fast ein halbes Jahr auf der Ilha de Moçambique verbringen, wo ihnen das Klima und die Lebensbedingungen schwer zusetzten. De Wit starb an Skorbut, Moers an einer Fieberkrankheit. 1692 erreichte Stumpf an Bord der Sanctissimo Sacramento schließlich Goa in Indien. Hier begegnete er Claudio Filippo Grimaldi (1638–1712), einem vom chinesischen Kaiser Kangxi (1662–1722) hochgeschätzten italienischen Jesuiten, der in dessen Auftrag nach Moskau gereist war und nach Peking zurückkehren wollte. Einmal mehr verhinderten die Windverhältnisse die Weiterreise, so dass Grimaldi mit Stumpf und weiteren sieben jungen Jesuiten erst im Juni 1694 in Macau eintraf. Zwei Tage nach der Ankunft erschienen chinesische Mandarine, die mit hundert Dienern Grimaldi und seinen Gefährten das Geleit nach Guangzhou gaben.

## Leben in Peking
Stumpf spürte die Wertschätzung, die Grimaldi in China genoss. Zugleich wurden ihm die Auswirkungen der nationalen Gegensätze unter den Jesuiten der China-Mission deutlicher als zuvor. Die lokalen portugiesischen Ordensoberen waren von der Ankunft des deutschen Mitbruders nicht begeistert. Sie hatten ihre Probleme mit den französischen Jesuiten in Peking und befürchteten, dass Stumpf sich auf deren Seite schlagen würde. Stumpf musste in Kanton zurückbleiben und sich verpflichten, die Stadt nicht zu verlassen. Grimaldi ließ auch zahlreiche mathematisch-astronomische Instrumente zurück, die er in Europa als Geschenke für den chinesischen Kaiser erhalten hatte. Sie waren durch die lange Seefahrt unbrauchbar geworden, und Stumpf erhielt den Auftrag, sie nach Möglichkeit zu reinigen und instand zu setzen. Er tat dies mit großem Geschick und erntete viel Anerkennung und Bewunderung. Als Kangxi durch Beamte davon hörte, ordnete er an, dass Stumpf zum Hofe kommen solle. Im Juli 1695 traf dieser in Peking ein und erhielt sofort eine Audienz beim Kaiser, der sich ein Bild von seinen Fähigkeiten machen wollte. Stumpf wurde eine Wohnung im Haus der französischen Jesuiten zugewiesen. Erst jetzt erfuhren die portugiesischen Patres von seiner Ankunft. Bis zu seinem Lebensende verließ er die Stadt nicht mehr.
Schon bald begleitete er nahezu täglich die französischen Jesuiten in den Kaiserpalast, um zu Diensten zu sein. Stumpf restaurierte hunderte von geometrischen und astronomischen Instrumenten. In der von ihm eingerichteten Gießerei gab er zugleich Unterweisungen in metallurgischen Techniken. Vermutlich entschloss er sich bei der Reparatur der optischen Instrumente zum Bau von Glasschmelzöfen (1697). Diese erste Glaswerkstatt in China erregte das Interesse des Kaisers, der begabte Leute zur fachlichen Ausbildung auswählte. Einige Produkte gelangten als Präsent des Kaisers an den Hof in Moskau. Zeitweise war Stumpf bei den Landvermessungen beteiligt, welche die Jesuiten von 1708 an zur Erarbeitung exakter geographischer Karten durchführten. Dann wurde er zum mathematischen und astronomischen Amt versetzt, um bei der Berechnung eines neuen Kalenders zu helfen. Von 1711 bis 1719 hatte Kilian dessen Leitung inne.
Die nationalen Unstimmigkeiten unter den Jesuiten in China dauerten an. Besonders die französischen Patres mochten sich den Weisungen des portugiesischen Vizeprovinzials nicht fügten. Dazu kamen die Auseinandersetzung um den religiösen Gehalt der Termini Shangdi („höchster Herrscher“) und Tian („Himmel“) und um die Bewertung der chinesischen Konfuziusverehrung und des Ahnenkults, die als „Ritenstreit“  in die Geschichtsschreibung eingingen. Die Mehrheit der Jesuiten, auch Stumpf, sah hier nur gesellschaftliche Riten ohne religiösen Gehalt, die man durch geschickte Anpassung (Akkommodation) überwinden könne, doch gab es heftige Angriffe anderer kirchlicher Gruppen sowohl innerhalb Chinas als auch in Europa. Papst Innozenz X. hielt 1645 die Ahnenverehrung als mit dem christlichen Glauben unvereinbar. Sein Nachfolger Alexander VII. machte den Jesuiten 1656 wieder Zugeständnisse. Nachdem 1683 Priester der Société des Missions Etrangères de Paris nach China kamen und 1698 die nicht minder rigorosen Lazaristen, flammten die Auseinandersetzungen erneut auf. Die seit 1690 schwelenden jurisdiktionellen Auseinandersetzungen um das „Padroado“, der lokalen Administration der Kirche durch Portugal, komplizierten die Lage weiter.
Das vom Kaiser Kangxi 1692 erlassene Toleranzedikt gab dem Christentum viel Freiraum und ließ eine positive Entwicklung der Mission im Reich erwarten, doch schon im folgenden Jahr verbot der Apostolische Vikar im Erzbistum Fuzhou, Charles Maigrot von der Pariser Mission, die Ausübung der traditionellen Riten in seinem Jurisdiktionsbereich. Zudem schickte er 1695 seinen persönlichen Gesandten Nicolas Charmot (1655–1714) nach Rom. Dieser reichte ein Gutachten von Professoren der Sorbonne ein, worauf Innozenz XII. im Jahre 1699 eine Kardinalskommission einsetzte, die alle den Streit betreffenden Dokumente überprüfen musste.
In dieser Situation galt es jedes Schriftstück sorgfältig zu entwerfen. Man hatte Stumpf, der zwar bei den französischen Jesuiten lebte, inzwischen aber auch das Vertrauen der portugiesischen Provinzialoberen genoss, den kräfteraubenden Schriftverkehr mit der Römischen Generalkurie anvertraut. Seine Mandschu- und Chinesischkenntnisse, sein Einfühlungsvermögen, sein Bemühen um Höflichkeit trotz aller Schärfe gaben den hunderten von Briefen eine Qualität, die auch die Ordensleitung anerkannte.
Daneben brachte er Berichte und Streitschriften zu Papier. 1701 verfasste er einen Tractatus contra Historiam Cultus als Reaktion auf den Angriff Charmots, vier Jahre darauf die Schrift Vinciciae Missionariorum Societatis Jesu contra caluminia a Ro Nic. Charmot. Nahezu gleichzeitig entstanden Analecta sowie eine Replik auf die zweibändige, von einem anonymen Dominikaner verfasste Schrift Il Disinganno. Im Jahre 1700 hatten die Jesuiten zudem eine Erklärung des Kaisers Kangxi zum Konfuzianismus und der Ahnenverehrung erhalten, die sie zusammen mit einem ausführlichen Schreiben nach Rom schickten. Der Papst entschloss sich zur Entsendung eines Legaten zur weiteren Klärung. Im April 1705 traf Monsigneur Charles-Thomas Maillard de Tournon (1668–1710) in Kanton ein. Stumpf musste aufgrund seiner Erfahrungen und Zuverlässigkeit als „Notarius Apostolicus“ über alle Vorgänge das Protokoll führen.
Kangxi gewährte dem Legaten einen ehrenvollen Empfang, doch mochte der sich nicht zur Haltung des Papstes in der Ritenfrage äußern und sorgte in der folgenden Zeit durch sein ausweichendes und ungeschicktes Verhalten für wachsende Irritationen am Hof. Schon vor der Ankunft Maillard de Tournons in Kanton war in Rom die Entscheidung gegen Position der Jesuiten gefallen. Allmählich wurde deutlich, dass der Legat keineswegs unvoreingenommen nach China gekommen war. Als er dann diverse Vorschläge der Jesuiten ignorierte und ausgerechnet Charles Maigrot mit der Überprüfung der chinesischen Schriften und Dokumente zur Riten-Frage beauftragte, griff gar der Kaiser Kangxi ein. Maigrot wurde zu einem Gespräch über die konfuzianischen Riten gerufen. Das Urteil des Kaisers war vernichtend: Maigrot verstehe nichts von chinesischer Literatur und Philosophie. De Tournon zeigte sich uneinsichtig, und Kangxi ordnete am 27. August 1706 seine Abreise aus Beijing an. Im Dezember wurden er und zwei weitere Missionare des Landes verwiesen. Jeder Missionar, der in China bleiben wollte, durfte dies von nun an nur mit einer kaiserlichen Erlaubnis.
Inzwischen war das Dekret aus Rom nach Fernost gelangt. Als Tournon im Januar 1704 in Nanjing ankam, gab er einige der päpstlichen Bestimmungen im sogenannten Nankinger Manifest bekannt, das er durch Androhung des Exkommunikation bei Nichteinhaltung weiter verschärfte. Er wurde auf kaiserlichen Befehl sofort festgenommen, nach Macau gebracht und den Portugiesen übergeben.
Stumpf hatte vom November 1605 an alle Schriftstücke zur Apostolischen Visitation und Ritenfrage gesammelt. Das auf diese Weise entstandene Tagebuch von 1500 Seiten versah er mit dem Titel Acta Pekinensia. Sie enthalten nicht nur seine Berichte, sondern auch zahlreiche Zitate aus Briefen in verschiedenen Sprachen bzw. lateinischer Übersetzung, dazu lateinische Übersetzungen chinesischer Dokumente. Bei einigen sind die chinesischen Originale erhalten, so dass die Qualität seiner Arbeit verifiziert werden konnte.
Während sich die Lage der Chinamission in den folgenden Jahren zunehmend verschlechterte, warteten auf Stumpf neue Aufgaben. Nach einigem Zögern übernahm er 1710 die durch Todesfall vakante Position des Rektors am Jesuitenkolleg in Beijing. Wenige Monate vor Antritt der neuen Stelle verfasste er für die kirchlichen Behörden in Rom eine Succincta Chronologica Relatio, in der er erneut den jesuitischen Standpunkt rechtfertigte und einen Lösungsvorschlag unterbreitete. Im selben Jahr bestätigte der Papst jedoch durch ein Dekret erneut das Ritenverbot von 1704. Nach Ablauf des vierjährigen Rektorats wurde Stumpf zum neuen Visitator gewählt. Als solcher stand er an der Spitze der Jesuiten in China und war nur dem Generaloberen des Ordens in Rom verantwortlich. Zwar hatten ihm auch französische Confrates ihre Stimme gegeben, doch bedeutete dies nicht, dass sie sich seiner Autorität unterwarfen. Im November 1715 erschien der Franziskaner Carlo Orazi da Castorano im Auftrag und mit den Vollmachten von Bischof Bernadino Della Chiesa um die Veröffentlichung der päpstlichen Dekrete von 1704 und 1710 einzufordern. Stumpf versuchte dies noch ein wenig hinauszuschieben. Doch im August 1716 gelangten mehrere Druckexemplare der Apostolischen Konstitution „Ex illa die“ vom 19. März 1715 nach China, in der Papst Clemens XI. die bisherigen Dekrete und Verlautbarungen bestätigte und verstärkte. Dies ließ sich auch den chinesischen Behörden und dem Kaiser gegenüber nicht länger verheimlichen. Castorano, der zwischenzeitlich von chinesischen Behörden festgenommen worden war, schickte eine lange Klageschrift nach Europa Relatio eorum quae Pekini contigerunt in Publicatione Constitutionis SSmi Dni N. Clementis Papae XX. die 19a Martij 1715 super Ritus Sinicos editae, et die 3 a Nov. 1716 Pekin publicatae. Stumpf versuchte vergeblich eine Klärung der Vorwürfe und Vorgänge im direkten Schriftverkehr mit Castorano. Schließlich entschloss er sich zu einer ausführlichen Replik Informatio pro Veritate. Dies war die letzte Schrift aus seiner Feder und zugleich die einzige, die zu seinen Lebzeiten gedruckt wurde – als Xylographie auf Reispapier. Stumpf erhoffte sich eine breitere Unterstützung, doch das Gegenteil trat ein. Die Angriffe auf ihn und die Jesuiten nahmen zu. 1720 wurde die Schrift auf den Index gesetzt, und die Glaubenskongregation (lat. Sacra Congregatio de Propaganda Fide) verlangte die Absetzung von Stumpf.
Dessen Stern war auch bei Kangxi im Sinken. Sein seit Jahren schlechter Gesundheitszustand und die vielfältigen Belastungen hatten ihren Preis. 1719 bat Stumpf den Kaiser, ihn vom Vorsitz des mathematischen Amtes zu befreien. Zudem zog sich die Herstellung eines neuen Vertikalquadranten in die Länge, und auch die Kostenüberschreitung verärgerten den Kaiser. Zum Jahreswechsel konnte er nicht mehr am Empfang am Hofe teilnehmen. Am 24. Juli 1720 segnete er schließlich das Zeitliche. Die Beisetzung erfolgte auf dem Friedhof der Jesuiten in Zhalan, seinerzeit ein Dorf zwei Meilen westlich von Beijing, heute im Zentralbereich der Metropole.
Das Verbot der Informatio pro Veritate und das 1742 erneuerte und nach mehr als einem Jahrhundert der Auseinandersetzungen abschließende Verbot der chinesischen Riten durch die päpstliche Bulle Ex quo singulari führten dazu, dass Stumpfens Andenken im 18. Jahrhundert schnell verblasste. Erst seit dem Ende des 19. Jahrhunderts wird er durch Forscher dem Vergessen entrissen. Stumpf zählt heute zu den herausragenden China-Missionaren seiner Zeit. Seine Schriften und Briefe gelten als die herausragenden Quellen bei der Erschließung der damaligen Lage in China wie auch der Entwicklung des Ritenstreits.

## Werke (Schriften)
- Acta Pekinensia sive Ephemerides Historiales eorum, quae Pekini acciderunt a 4 a Decembris Anni 1705. 1a Adventus Ill. mi Rev. mi et Exc. mi Dñi D. Caroli Thomae Maillard de Tournon Patriarchae Antiocheni Visitatoris Apostolici cum potestate Legati de Latere.
- Kiliani Stumpfii ex Societate Jesu Visitatoris Compendium Actorum Pekinensium Annis 1715. 1716. 1717. et Documenta Tria mihi in hoc compendio specialiter observanda.
- Succincta Chronologica Relatio et historia Missionis Sinensis (1710)
- Informatio pro Veritate contra iniquiorem famam sparsam per Sinas cum calumnia in P.P. Soc. Jesu, & detrimento missionis. Communicata Missionariis in Imperio Sinensi. Anno 1717.